# Korück
El Korück (abreviatura de Kommandant rückwärtiges Armeegebiet) era el personal de varias unidades de diferentes tamaños asignados al Armeeoberkommando de la Wehrmacht. En la jerga militar, Korück significaba no solo el mando correspondiente sino generalmente también toda el área del ejército de retaguardia, que estaba subordinada a dicho mando, a menudo también para toda la unidad militar.
Cada zona de retaguardia del ejército se identificaba con un número. Por ejemplo, después de la Operación Barbarroja, el Korück 582 recibió la tarea de controlar la retaguardia del 9.º Ejército en el momento en que su mayor expansión cubría alrededor de 27.000 km² con más de 1.500 pueblos alrededor de Viazma. Las unidades del Korück 582 tenían una plantilla de 1.700 hombres.
El Korück era responsable de asegurar las rutas de suministro y "pacificar" el área ocupada. Para ello, se le asignaban divisiones de seguridad (Sicherungs-Division), batallones de la Guardia Territorial (Landesschützen), oficinas de mando de campaña (Feld-) y locales (Ortskommandanturen) y unidades de policía de campaña (Feldgendarmerie), así como unidades de la policía de campaña secreta (Geheimen Feldpolizei). Los campos de tránsito para prisioneros de guerra (Dulag) generalmente estaban controlados por los Korück.
Las tareas de los Korück fueron cambiando según cual fuera la situación en la guerra. Durante la retirada de la Wehrmacht, algunos Korück, como el Korück 594 en Italia, recibieron la tarea de mantener el orden, evitar la propagación del pánico y luchar en sus posiciones defensivas hasta el último hombre.